# ポーハタン (蒸気フリゲート)
ポーハタン (USS Pawhatan) は、南北戦争時の米国海軍の外輪フリゲート艦である。名前はアメリカ・インディアンのポウハタン酋長に由来する。米国海軍では最大かつ最後の外輪フリゲート艦であった。嘉永7年（1854年）のペリーの日本再訪の際の黒船の一隻。

## 艦歴

### 本国艦隊（1852年）
ノーフォーク海軍工廠で1847年8月6日起工、1850年2月14日進水、1852年9月2日就役。
ノーフォークでの慣熟訓練を終了した後、ポーハタンは米国本国艦隊の旗艦として、ジョン・T・ニュートン代将の指揮のもと、ニューヨークへ航海し、ケネディ海軍長官の観閲を受けた。1852年10月16日にニューヨークを出港、メキシコのベラクルスへ向かい、ハバナ、ペンサコーラに寄港して11月27日にノーフォークに戻った。

### 東インド艦隊（1853–1860年）

#### 日本開国
続いてポーハタンは東インド艦隊に配属され、1853年6月15日には中国水域の任地に到着した。そこでポーハタンはペリー代将の日本再訪艦隊に加わり、日本へ向かうこととなる。1854年2月13日にペリーは旗艦サスケハナ (USS Susquehanna) 、ミシシッピ (USS Mississippi) など7隻の軍艦を率いて江戸湾（東京湾）へ入港。江戸湾到着後に旗艦はポーハタンに移された。3月31日（嘉永7年3月3日）には日米和親条約が調印された。その後条約の細則の交渉のため艦隊は伊豆下田に移動するが、下田停泊中、ポーハタンに吉田松陰が密航を訴える事件があった。

#### 日本外交使節団の米国訪問
1858年7月29日（安政5年6月19日）には、日米修好通商条約がポーハタンの艦上で調印されている。この批准書の交換のためワシントンに赴く日本の使節団を迎えるため、ジョサイア・タットノール代将の指揮の下、再び日本に派遣される。開港したばかりの横浜に1859年9月に到着したが、横浜には8日ほど停泊しただけで、上海に向かい、また横浜に戻る（これは日本と諸外国の金銀交換比率が異なることを利用して、利益を出すためだったと言われている。幕末の通貨問題参照）。
1860年2月13日（安政7年1月22日）、ポーハタンは正使の新見正興、副使の村垣範正、監察の小栗忠順らを含む日本使節団77人を乗せ横浜を出港した。同じく米国に向かった咸臨丸は2月9日（安政7年1月18日）に横浜を出港している。途中激しい嵐に遭遇し、石炭を使いすぎたため、補給のためにホノルルに寄港。サンフランシスコには米国に直行した咸臨丸より遅れて、3月28日に到着した。その後、パナマ地峡経由で東海岸に向かう日本使節団をパナマまで送っている。

### 南北戦争（1860–1865）
ポーハタンは南北戦争中も現役に留まった。1860年10月にはベラクルーズのメキシコ湾艦隊の旗艦となり、 1861年4月にはデイビッド・ディクソン・ポーター中佐を艦長とし、フロリダ州のフォートピケンズの開放とアラバマ州のモービルの封鎖に従事する。7月から8月にかけて、ポーハタンはミシシッピ川の封鎖に加わる。8月から10月にかけてカリブ海で南軍の艦船を追跡、1862年10月から1863年8月にかけてはサウスカロライナ州チャールストン沖で活動、ジェームズ・L・ラードナー少将の旗艦として10月から1864年9月にかけて再びカリブ海に戻る。1864年12月24日から25日にかけて第一次フィッシャー砦の戦い、続いて1865年1月13日から15日にかけ、第二次フィッシャー砦の戦いに参加した。

### 南太平洋艦隊（1866–1869）
南北戦争終了後の1865年10月、ポーハタンは他の2艦と共にモニター艦のモナドノック (USS Monadnock) を護衛してボストンからホーン岬を経由してサンフランシスコに航海した。サンフランシスコには1866年6月22日に到着した。1868年から1869年にかけて南太平洋艦隊の旗艦として任務につく。チンチャ諸島戦争の際には、米国の権益を守るため、チリのバルパライソに派遣されている。

### 本国艦隊（1869–1886）
1869年から1886年までは本国艦隊に所属するが、1869年9月15日から1870年12月30日までと1877年7月4日から1879年12月10日まで旗艦となった。本国艦隊所属中に、キューバ水域に5回派遣されている。
1886年6月2日に退役、7月30日に売却され、1887年8月5日に解体された。

## 参照
- この記事はアメリカ合衆国政府の著作物であるDictionary of American Naval Fighting Shipsに由来する文章を含んでいます。 記事はここで閲覧できます。